# むつ市立関根小学校
むつ市立関根小学校（むつしりつ せきねしょうがっこう）は、青森県むつ市大字関根にある公立小学校。むつ市立関根中学校と施設一体型（4・3・2制）小中一貫教育を行っている。

## 沿革
- 1876年（明治9年）11月10日 - 関根村大日堂を仮校舎として、関根小学として創立[2][3]。
- 1892年（明治25年）6月 - 関根尋常簡易小学校と改称し、鳥沢分校設置[2][3]。
- 1936年（昭和11年）
  - 4月1日 - 高等科を併置し、関根尋常高等小学校と改称[2][3]。
  - 7月 - 関根字北関根100-1に新校舎新築落成[2][3]。
- 1941年（昭和16年）4月1日 - 国民学校令により、関根国民学校と改称[2][3]。
- 1947年（昭和22年）4月1日 - 学制改革により、田名部町立関根小学校と改称。同日、関根中学校を併置し、高等科生を中学校に移籍[2][3]。
- 1949年（昭和24年）7月22日 - 関根中学校が、完成した独立新校舎に移転[2][3]。
- 1957年（昭和32年）11月 - 校舎増改築落成[2][3]。
- 1959年（昭和34年）9月1日 - 田名部町と大湊町が合併した大湊田名部市発足により、大湊田名部市立関根小学校と改称。
- 1960年（昭和35年）8月1日 - 市名変更により、むつ市立関根小学校と改称。
- 1980年（昭和55年） - 現校舎完成[4]。
- 1998年（平成10年） - 新体育館完成[4]。
- 2012年（平成24年） - この年度から、複式学級導入。
- 2018年（平成30年）5月 - 関根中学校との併設型小中一貫校の新校舎完成[5]。

## 児童数
| 学年 | 1年 | 2年 | 3年 | 4年 | 5年 | 6年 | 特別支援   | 合計 |
| ---- | --- | --- | --- | --- | --- | --- | ---------- | ---- |
| 学級 | 1   | 0.5 | 0.5 | 1   | 1   | 1   | 2          | 7    |
| 児童 | 6   | 8   | 7   | 9   | 11  | 7   | 2 （内数） | 48   |

- 学級数「0.5」は、複式学級を表す。
- 2021年（令和3年）時点。

## 学区
- 南名古平・名古平・南関根・北関根・高梨・水川目・美付・浜関根・出戸・川代・烏沢・新田・上新田

## 周辺
- むつ市立関根中学校 - 同一敷地内
- 国道279号
- 陸奥関根郵便局

## アクセス
- 下北交通「関根中学校前」バス停下車後、徒歩約140m・約数分。